# Sketch (software)
Sketch es un editor de gráficos vectoriales para macOS desarrollado por la compañía holandesa Skecth B.V. (anteriormente conocida como Bohemian Coding). Se lanzó el 7 de septiembre de 2010 y ganó un Apple Design Award en 2012. También tiene aplicación web que permite a los usuarios utilizar el software en cualquier ordenador.
Se utiliza principalmente para el diseño de interfaz de usuario (UI) y de experiencia de usuario (UX) de sitios web y aplicaciones móviles. No incluye características de diseño de impresión. Sketch ha añadido funciones para prototipado y colaboración. Estando únicamente disponible para macOS, se debe usar software de terceras empresas y de exportación para poder visualizar diseños de Sketch en otras plataformas.

## Detalles del programa
Sketch se usa principalmente para el diseño de UI y UX de páginas web y aplicaciones móviles. Los archivos diseñaron en Sketch se guardan en el formato propietario .sketch que puede abrirse con Adobe Ilustrador, Adobe Photoshop, y otros programas. Los diseños también pueden ser salvados en los populares formatos PNG, JPG, SVG, PDF, TIFF, WebP, etc. Los diseños creados en Sketch se utilizan por los ingenieros para diseñar aplicaciones móviles y por los desarrolladores de sitios web para convertir diseños en sitios web.

### Licencia
Aunque Sketch se vendía inicialmente a través de la App Store, los desarrolladores la retiraron de la tienda en diciembre de 2015 y pasaron a venderla a través de su propia página web. Justificaron su decisión por  las estrictas directrices técnicas de Apple, el lento proceso de revisión y la falta de tarifas para la actualización entre versiones. El 8 de junio de 2016 anunciaron en su blog que cambiaban a un nuevo sistema de licencias para Sketch. Las licencias permitirían a los usuarios recibir actualizaciones durante un año, después del cual podrían seguir usando la última versión recibida antes de la fecha de expiración, o renovar su licencia para seguir recibiendo actualizaciones durante otro año.

## Competidores
- Figma
- Adobe XD
- Penpot
- InVision Estudio
- Mockplus
- Framer
- Lunacy
- Gravit